# Celastraceae
Famille
Classification APG III (2009)
La famille des Celastraceae (Célastracées) regroupe des plantes dicotylédones. Selon Watson & Dallwitz elle comprend 850 espèces réparties entre 74 et 87 genres.
Ce sont des arbres, des arbustes ou des lianes, des régions tempérées à tropicales. En France, c'est la famille du Fusain (Euonymus europaeus).
On peut citer aussi le genre Celastrus qui fournit de nombreuses espèces ornementales. Le khat, mastiqué dans la péninsule Arabique et la « Corne » de l'Afrique, est fourni par les feuilles fraîches de l'espèce Catha edulis

## Étymologie
Le nom vient du genre type Celastrus dérivé du grec κηλάστρα / kêlastra (« houx, bidon »), nom donné par Théophraste (371 -  288 av. J.-C.], philosophe, botaniste et naturaliste grec, à un arbuste à feuillage persistant portant des fruits en hiver, probablement un houx Ilex.

## Classification
La classification phylogénétique APG (1998) et classification phylogénétique APG II (2003) situent la divergence de cette famille à la base des Fabidées (Eurosids I). La famille est augmentée si l'on considère que toutes les Hippocratéacées lui appartiennent. Il faut y ajouter le genre Brexia issu de la famille des Brexiacées et les genres Acanthothamnus et Canotia issus des Canotiacées.

## Sous-familles
- Celastroideae
- Hippocrateoideae
- Salacioideae
- Stackhousioideae

## Liste des genres
La classification phylogénétique APG III (2009) inclut dans cette famille les genres précédemment placés dans les familles Lepuropetalaceae, Parnassiaceae, Pottingeriaceae. Les genres Lepuropetalon, Parnassia et Pottingeria pour être précis.
Selon NCBI (4 mai 2010) (Plus conforme à APGIII puisqu'il incorpore les genres Lepuropetalon, Parnassia et Pottingeria anciennement dans Lepuropetalaceae, Parnassiaceae, Pottingeriaceae) :
- Acanthothamnus (en)
- Allocassine (en)
- Apatophyllum (en)
- Brassiantha (en)
- Brexia (en)
- Campylostemon (en)
- Canotia (en)
- Cassine
- Catha (en)
- Celastrus
- Cheiloclinium (en)
- Crossopetalum (en)
- Cuervea (en)
- Denhamia (en)
- Dicarpellum (en)
- Elaeodendron
- Empleuridium (es)
- Euonymus
- Gloveria
- Gyminda
- Gymnosporia
- Hexaspora
- Hippocratea (en)
- Hylenaea
- Hypsophila
- Kokoona (en)
- Lauridia
- Lepuropetalon (en) (anciennement placé dans Lepuropetalaceae)
- Loeseneriella (en)
- Lophopetalum (en)
- Lydenburgia (en)
- Macgregoria
- Maurocenia (en)
- Maytenus
- Menepetalum (en)
- Monimopetalum
- Mortonia
- Moya
- Mystroxylon
- Orthosphenia
- Parnassia (anciennement placé dans Parnassiaceae)
- Paxistima (en)
- Peripterygia (en)
- Peritassa (en)
- Plagiopteron
- Pleurostylia
- Polycardia (en)
- Pottingeria (anciennement placé dans Pottingeriaceae)
- Prionostemma
- Pristimera
- Psammomoya
- Pseudosalacia (en)
- Pterocelastrus (en)
- Putterlickia (en)
- Quetzalia (en)
- Reissantia (en)
- Robsonodendron (en)
- Rzedowskia
- Salacia
- Salacighia
- Salaciopsis (en)
- Sarawakodendron (en)
- Schaefferia
- Semialarium
- Simicratea
- Siphonodon (en)
- Stackhousia
- Thyrsosalacia
- Tontelea
- Tricerma
- Tripterococcus
- Tripterygium
- Wimmeria (en)
- Zinowiewia (en)

Selon DELTA Angio (4 mai 2010) :
- Allocassine
- Anthodon
- Apatophyllum
- Apodostigma
- Arnicratea
- Baequaertia
- Bhesa
- Brassiantha
- Brexiella
- Campylostemon
- Cassine
- Catha
- Celastrus
- Cheiloclinium
- Crossopetalum
- Cuervea
- Denhamia
- Dicarpellum
- Elachyptera
- Elaeodendron
- Empleuridium
- Euonymus
- Evonymopsis
- Fraunhofera
- Glyptopetalum (en)
- Goniodiscus
- Gyminda
- Hartogiella
- Hartogiopsis
- Hedraianthera
- Helictonema
- Herya
- Hexaspora
- Hippocratea
- Hylenaea
- Hypsophila
- Kokoona
- Loeseneriella
- Lophopetalum
- Maurocenia
- Maytenus
- Menepetalum
- Microtropis
- Monimopetalum
- Mortonia
- Moya
- Myginda
- Nicobariodendron (en)
- Orthodphenia
- Paxistima
- Peripterygia
- Peritassa
- Perottetia
- Platypterocarpus (en)
- Plenckia
- Pleurostylia
- Polycardia
- Pottingeria
- Prionostemma
- Pristimera
- Psammomoya
- Pseudosalacia
- Ptelidium
- Pterocelastrus
- Putterlickia
- Quetzalia
- Reissantia
- Rzedowskia
- Salacia
- Salacighia
- Salaciopsis
- Salvadoropsis
- Sarawakodendron
- Schaefferia
- Semialarium
- Simicratea
- Simirestis
- Tetrasiphon
- Thyrsosalacia
- Tontelea
- Torralbasia
- Tripterygium
- Tristemonanthus
- Viposia
- Wimmeria
- Xylonymus
- Zinowiewia

Selon ITIS (4 mai 2010) :
- Canotia  Torr.
- Cassine  L.
- Catha  Forsskal ex Scop.
- Celastrus  L.
- Crossopetalum  P. Br.
- Euonymus  L.
- Forsellesia
- Gyminda  Sarg.
- Lophopyxis  Hook.
- Maytenus  Molina
- Mortonia  Gray
- Paxistima  Raf.
- Perrottetia  Kunth
- Pristimera  Miers
- Salacia  L.
- Schaefferia
- Schaefferia  Jacq.
- Torralbasia  Krug & Urban

### Genres comportant des espèces fossiles
Selon Paleobiology Database (site visité le 12 janvier 2023), la famille compte des espèces fossiles dans les genres suivants:
- Asterocelastrus
- Canticarpum
- Cathispermum
- Celastrinanthium
- Celastrinites
- Celastrinoxylon
- Celastrocarpus
- Celastrus
- Elaeodendron
- Elaeodendroxylon
- Euonymus
- Goupioxylon
- Gyminda
- Gymnosporioxylon
- Lophopetalumoxylon
- Maytenus
- Mystroxylon
- Pachystima
- Perrottetia
- Perrottetioxylon